# Cassia yucatana
Cassia yucatana là một loài thực vật có hoa trong họ Đậu. Loài này được (Britton & Rose) Lundell miêu tả khoa học đầu tiên năm 1937.